# Datex-J
Datex-J war ein spezieller Dienst der Deutschen Bundespost für Datenübertragung und wurde 1993 als Trägerdienst für Bildschirmtext (Btx) eingeführt. Das „J“ stand für „Jedermann“. Über Datex-J wurde vor allem das Online Banking der Postbank betrieben.
Es gab Mitte der 1990er-Jahre noch Ausbaupläne für Datex-J. So sollte beispielsweise jeder Datex-J-Teilnehmer auch eine eigene E-Mail-Adresse erhalten.
Trotz des gegenüber Btx zunächst besseren Markterfolges (Teilnehmerzuwachs im ersten Jahr der Einführung 46 %) durch günstigere Preise und ein größeres Angebot (neben Btx und Btx plus auch Internetzugang) wurden diese Pläne aber nicht weiter verfolgt und 1995 durch das Angebot T-Online abgelöst.
Der technisch analoge Dienst in Österreich hieß Public Access Network (PAN) und war von 1993 bis 1995 aktiv.